# Superpredatore

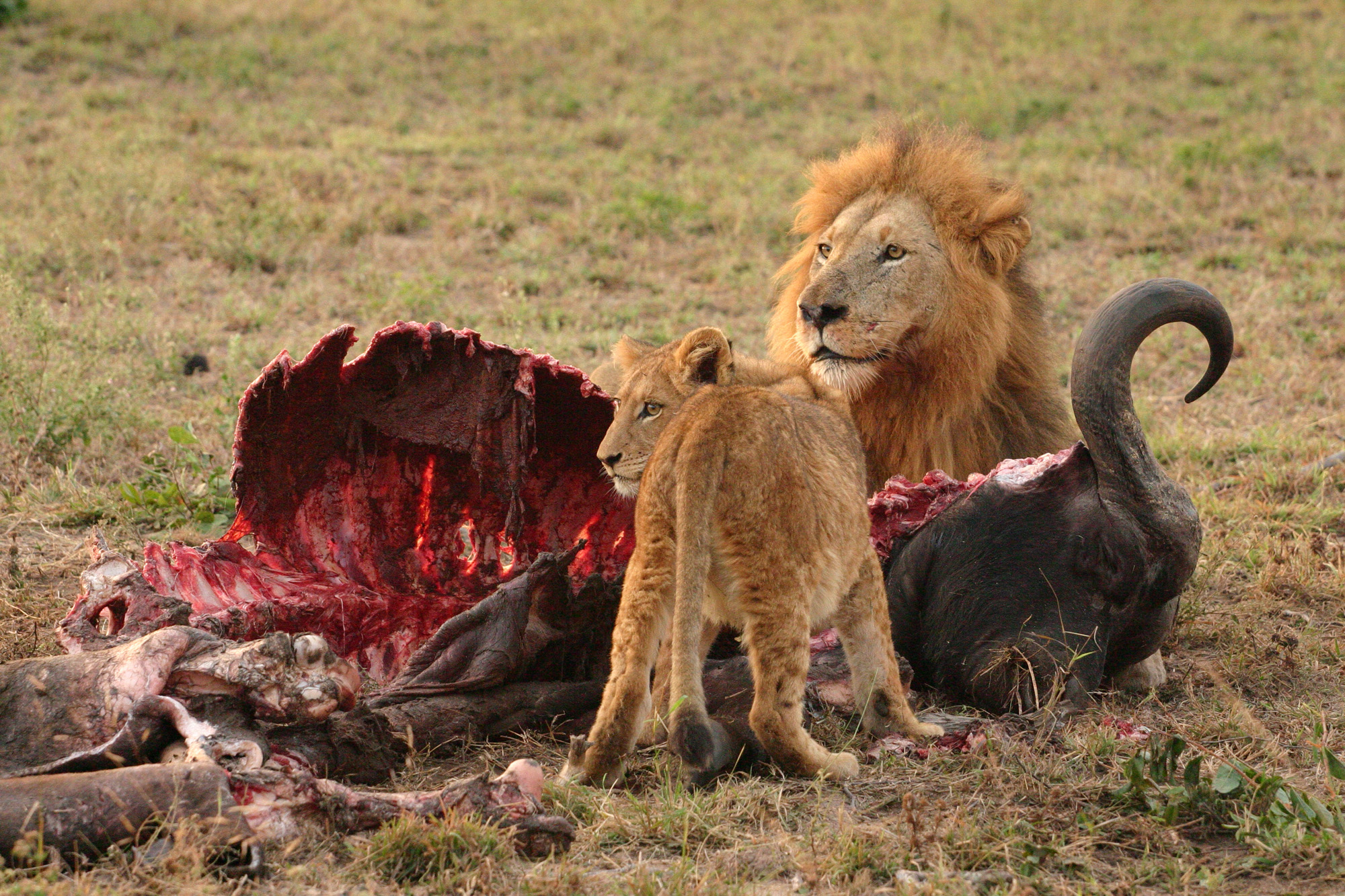
Il leone, tipico esempio di superpredatore

Un superpredatore (talvolta chiamato predatore alfa o predatore dominante o predatore all'apice, in inglese apex predator) in zoologia è quel predatore che, una volta giunto all'età adulta, si trova in cima alla catena alimentare nel suo ambiente naturale. Solitamente i superpredatori sono animali carnivori che in un dato habitat non sono potenziali prede per nessun'altra specie. Non è necessario che abbia grandi dimensioni: in un ambiente dove il gatto è il carnivoro più grande, questo è il superpredatore di quell'ambiente.
In generale, una specie di superpredatori si trova all'estremità di una lunga catena alimentare in cui gioca un ruolo cruciale nella regolazione degli equilibri dell'ecosistema. Tuttavia, essa è ugualmente vittima dei numerosi inquinanti bioaccumulati durante la catena alimentare. I superpredatori possono riscontrarsi all'interno delle classi di pesci, uccelli, rettili e mammiferi, che siano terrestri o marini.

## Definizione
La predazione, in senso zoologico proprio, è l'uccisione e la consumazione di un altro organismo. Tuttavia, quest'ultimo include inevitabilmente batteri e parassiti, di cui anche il superpredatore è preda. Questo concetto ha la sua utilità per la spiegazione e la valutazione dei sistemi ecologici, così come in termini di biologia di conservazione della fauna e dell'ecologia del paesaggio o addirittura nel campo del turismo responsabile e i paesi che lo incoraggiano, per i quali l'osservazione dei grandi animali, tra cui predatori e superpredatori, è diventata un'importante fonte di reddito.

## Abitudini
Solitamente, le prede provano enorme paura e disagio nei confronti dei superpredatori e i cuccioli rientrano in questa categoria: il leone è il superpredatore del suo habitat naturale e, non appena conquista il posto di capobranco, uccide tutti i cuccioli e si accoppia con le femmine per avere subito cuccioli suoi. I metodi di caccia dei superpredatori non sono molto diversi dai tradizionali, ma per lo più utilizzano imboscate o agguati, avvicinandosi furtivamente alla preda senza essere visti. Molti cacciatori dominanti, inoltre, non cacciano, ma rubano le prede a carnivori più piccoli, mentre altri sono sia cacciatori che saprofagi. Inoltre, i superpredatori uccidono la prole dei concorrenti più piccoli, se non addirittura gli adulti stessi, non per cibarsene, ma per eliminare concorrenti per l'approvvigionamento delle prede.
Frequentemente i superpredatori sono animali sociali che vivono in branchi (come leoni, lupi e iene) da cinque a trenta unità. Altri, invece, tendono a restare solitari (come tigri, leopardi e giaguari) e restano in compagnia di un loro simile solo se si tratta di cuccioli o di accoppiamento. Altri ancora si ritrovano a cacciare insieme solo per caso. Un esempio di quest'ultima abitudine sono i coccodrilli quando le prede migrano e le aquile e gli orsi vicino a una grande carcassa.

## Esempi di superpredatori

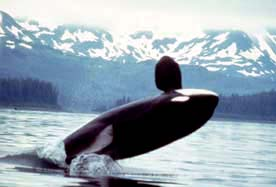
L'orca, principale superpredatore marino

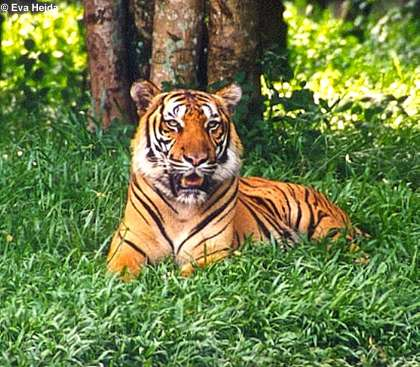
La tigre, il più grande felide vivente ed uno dei principali superpredatori del pianeta

### Mammiferi
Fra i superpredatori mammiferi, ritroviamo sicuramente i felidi di dimensioni maggiori (la tigre, il leone, il giaguaro, il leopardo, il puma, il leopardo delle nevi, il ghepardo, il leopardo nebuloso, la lince canadese, la lince eurasiatica e la lince pardina) che si trovano all'apice della catena alimentare nei loro areali naturali. Va menzionata anche la pantera nera (versione melanica di leopardi e giaguari) che con la sua capacità di mimetizzarsi nel buio, è uno dei predatori più letali in assoluto. Anche il lupo si posiziona tra i superpredatori; sebbene sia anch'esso un forte predatore, la sua vera arma è il lavoro di squadra, che gli permette di abbattere grandi prede e di competere con gli altri grandi carnivori. Questa stessa tecnica permette anche a suoi due cugini (il licaone e il cuon), alla iena macchiata e alla iena striata di posizionarsi all'apice della catena alimentare. Compete attaccando anche altri predatori, come il coyote e lo sciacallo dorato. In Australia, dopo l'estinzione del tilacino, il ruolo di superpredatore è stato ricoperto dal dingo, dal quoll tigre nelle zone arboricole e dal diavolo della Tasmania, anche se quest'ultimo tende ad avere prevalentemente abitudini saprofaghe, mentre in Madagascar, regna il fossa.
Anche due specie di orso (l'orso polare e l'orso bruno) sono superpredatori, perché le loro dimensioni non permettono agli altri carnivori di attaccarli e allo stesso tempo la loro forza permette loro di abbattere prede di tutte le taglie. Anche il ghiottone può essere considerato un superpredatore, in quanto riesce ad abbattere prede di dimensioni notevoli e a competere con predatori più grossi di lui. Nei fiumi del Sudamerica, spicca la lontra gigante, la quale riesce a competere egregiamente con carnivori come il giaguaro ed il caimano, mentre in tutti gli oceani, l'orca è il principale predatore, capace di uccidere ogni animale del mare (squali compresi), tranne il maschio del capodoglio, che per tale caratteristica è anch'esso un superpredatore. Un altro importante cetaceo predatore è la pseudorca, più piccola dell'orca, ma comunque letale. Nelle zone antartiche, oltre all'orca, un altro grande predatore è la foca leopardo.

#### Homo sapiens
Sylvain Bonhommeau sosteneva nel 2013 che l'uomo, contrariamente a quanto sostiene l'idioma popolare, non è un superpredatore, avendo un livello trofico di 2.21 (più simile ai maiali e alle acciughe, che ai veri predatori).
Tuttavia, Peter D. Roopnarine nel 2014 ha criticato l'approccio di Bonhommeau, sostenendo che gli esseri umani siano superpredatori e che il livello trofico si basava sull'agricoltura terrestre dove in effetti gli esseri umani hanno un basso livello trofico, principalmente mangiando produttori (piante coltivate a livello 1) o consumatori primari (erbivori al livello 2), che come previsto colloca gli esseri umani a un livello leggermente superiore a 2. Roopnarine ha invece calcolato la posizione degli esseri umani in due ecosistemi marini, una barriera corallina caraibica e il sistema Benguela vicino al Sudafrica. In questi sistemi, gli esseri umani mangiano principalmente pesci predatori e hanno un livello trofico frazionario di 4,65 e 4,5 rispettivamente, che secondo Roopnarine rende quegli umani superpredatori.
Nel 2021, Miki Ben-Dol e colleghi hanno confrontato la biologia umana con quella degli animali a vari livelli trofici. Usando metriche diverse come l'uso degli strumenti e l'acidità dello stomaco, hanno concluso che gli umani si sono evoluti come superpredatori, diversificando le loro diete in risposta alla scomparsa della megafauna che un tempo era stata la loro principale fonte di cibo.

### Rettili
Nel mondo dei rettili, i principali superpredatori si possono trovare nella famiglia dei coccodrilli; le enormi dimensioni, il morso potentissimo e la corazza che li difende dagli altri predatori permettono al coccodrillo marino, al coccodrillo del Nilo e al coccodrillo americano di collocarsi in cima alla catena alimentare. Le stesse armi permettono a due loro cugini, l'alligatore del Mississippi e il caimano nero, di fare lo stesso. Anche tra i serpenti costrittori si trovano alcuni superpredatori: l'anaconda verde, il pitone reticolato, il pitone moluro o pitone delle rocce indiano e il pitone di Seba o pitone delle rocce africano, temibili per le loro enormi spire, capaci di soffocare anche cavalli e coccodrilli, mentre tra i serpenti velenosi, spicca il grande cobra reale. Per non dimenticare due tartarughe: la tartaruga azzannatrice e la tartaruga alligatore e infine il drago di Komodo, l'unico rettile odierno ad essere il superpredatore di un habitat terrestre.

### Pesci e mammiferi marini
Per quanto riguarda l'ambiente marino, non c'è dubbio sul fatto che i grandi superpredatori del mare siano orche e grandi squali: lo squalo bianco, lo squalo tigre, lo squalo martello maggiore, lo squalo leuca, lo squalo mako, lo squalo salmone e lo squalo della Groenlandia, predatori potenti e letali, all'apice del proprio ecosistema. Sulle coste tuttavia essi hanno difficoltà a prosperare, perciò il loro posto è preso in questi ambienti dal grande barracuda, più piccolo ma ugualmente letale, mentre nelle barriere coralline, il principale predatore è la murena. Anche le acque dolci presentano i loro pesci superpredatori: in Europa domina il luccio, non a caso definito "lo squalo d'acqua dolce"; in Sud America, l'arapaima, di dimensioni ragguardevoli, l'elettroforo, capace di lanciare scariche elettriche mortali ed il payara, denominato anche pesce vampiro per la sua impressionante dentatura; in Centro America il piranha rosso, che caccia in banco; in Nord America il luccio alligatore, dal muso a coccodrillo e in Africa il pesce tigre Golia, temibile per i suoi denti affilati.

### Uccelli
Tra gli uccelli, ad esempio i rapaci, i principali superpredatori si ritrovano tra le aquile: in Africa l'aquila urlatrice, l'aquila coronata e l'aquila marziale; in America l'aquila reale, l'aquila di mare testabianca e l'aquila arpia; in Europa l'aquila del Bonelli, l'aquila imperiale spagnola e l'aquila di mare di Steller; in Asia l'aquila delle Filippine e l'aquila delle steppe; e in Australia l'aquila cuneata. Si trovano poi uccelli superpredatori anche tra i falchi (il falco pellegrino e il girfalco), tra le poiane (la poiana di Harris e la buteo galapagoensis) e tra gli strigiformi (il gufo reale, il barbagianni, il gufo della Virginia, l'allocco di Lapponia e il gufo delle nevi). Senza dimenticare l'astore, definito da alcuni "signore del bosco" e infine, tra gli altri uccelli sono: l'avvoltoio, il condor e il serpentario.

## Superpredatori preistorici

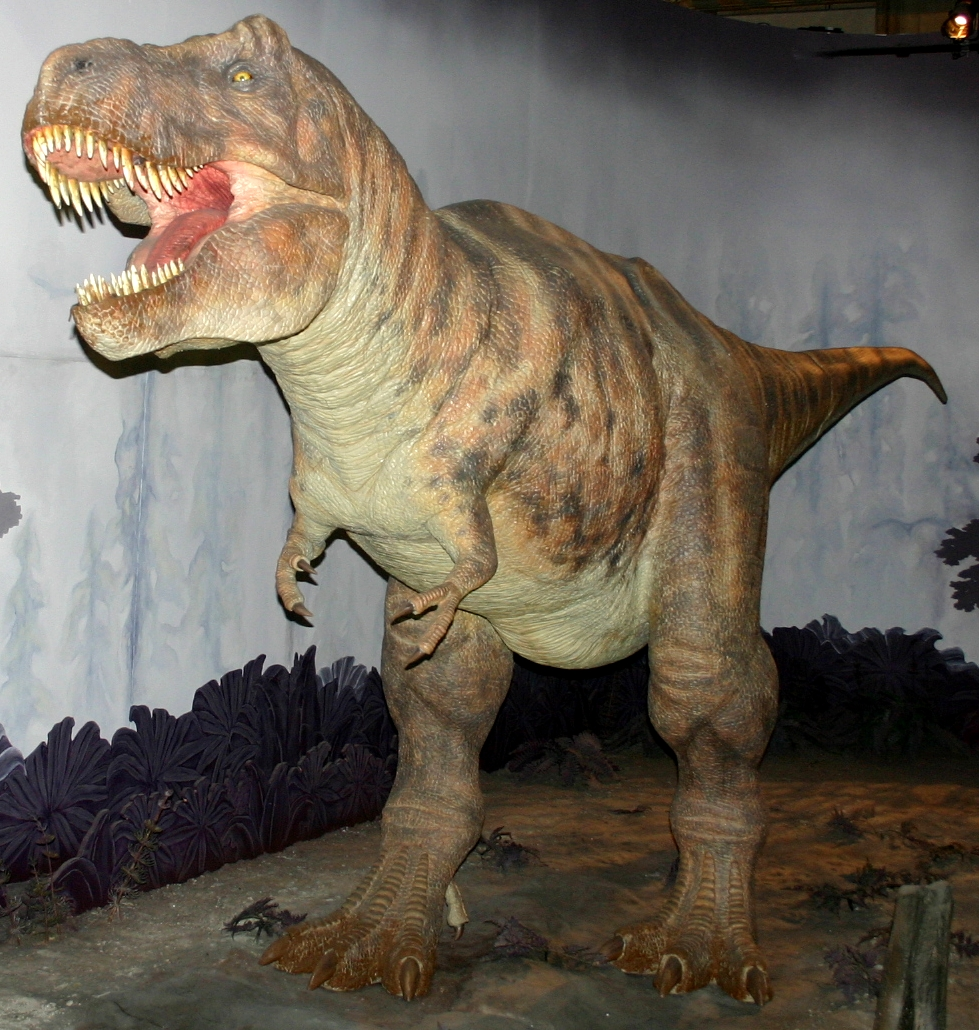
Raffigurazione di Tyrannosaurus Rex, il superpredatore preistorico per antonomasia

Sicuramente in passato sono vissuti svariati superpredatori, anche se si è ancora incerti sulle loro abitudini. Uno dei più antichi superpredatori nella storia della Terra fu l'Anomalocaris, un artropode marino primitivo vissuto nel periodo Cambriano (circa 505 milioni di anni fa); nella sua dieta rientravano sicuramente i trilobiti, a quell'epoca molto diffusi. Un altro esempio è il brontoscorpio, uno scorpione acquatico di grandi dimensioni, vissuto nel Siluriano (circa 444 milioni di anni fa). Nel Devoniano, la cosiddetta "era dei pesci", dominava il Dunkleosteus. Sulla terraferma si alternarono nel ruolo di superpredatori della loro epoca prima artropodi giganti (Arthropleura), poi i gorgonopsi come Inostrancevia, anfibi come l'Eriope e sinapsidi carnivori come il Dimetrodon e Sphenacodon. Tra i dinosauri i principali superpredatori furono i grandi dinosauri carnivori, tra cui, a seconda delle epoche e dei luoghi, il celeberrimo Tyrannosaurus rex, lo Spinosaurus, il Giganotosaurus carolinii, il Carcharodontosaurus, il Mapusaurus roseae, il Tyrannotitan chubutensis, il Tarbosaurus bataar, lAcrocanthosaurus atokensis, il Gorgosaurus libatus, l'Allosaurus, il Majungasaurus crenatissimus, il Ceratosaurus, il Baryonyx walkeri, il Suchomimus tenerensis, l'Albertosaurus sarcophagus, il Cryolophosaurus ellioti, il Daspletosaurus, il Carnotaurus sastrei, lUtahraptor ostrommaysorum, il Dakotaraptor, il Dilophosaurus wetherilli e molti altri ancora. In alcuni luoghi, come l'isola di Haţeg, privi di grandi predatori teropodi il ruolo di superpredatore era rivestito dal colossale pterosauro Hatzegopteryx thambema. Negli oceani, i principali superpredatori erano i grandi rettili marini, in particolar modo ricoperto dai Mosasauridi, come il Mosasaurus, il Prognathodon ed il Tylosaurus.
Nel periodo Terziario i mammiferi divennero gli animali preminenti sul pianeta, sia nei mari, con la comparsa di cetacei come orche e capodogli, sia sulla terraferma, con la comparsa di carnivori della famiglia dei Nimravidi, come Dinictis, Hoplophoneus, Nimravus e Eusmilus o il grande barbourofelide, della famiglia Barbourofelidae. Nel Pliocene, dominavano grandi marsupiali carnivori, come il Thylacosmilus o il Thylacoleo o grandi felidi come l'Homotherium, nel Miocene l'imponente Simbakubwa kutokaafrika o lo Ienodonte, fino ad arrivare agli enormi carnivori del Pleistocene, come il famoso Smilodon oppure l'Aenocyon dirus, L’arctoterio, l'orso dalla faccia corta, la tigre di Ngandong, il leone americano, l'orso delle caverne, la tigre di Wanhsien, la tigre di Trinil, il leone delle caverne, il giaguaro del Pleistocene sudamericano, il giaguaro europeo, la iena gigante, la iena delle caverne, il leopardo delle caverne e il ghepardo gigante. Altri esempi di superpredatori di questo periodo sono il colossale squalo Megalodonte ed enormi cetacei come il temibile Livyatan melvillei o il Basilosaurus isis e tra gli uccelli quelli non volatori ma di grandi dimensioni tra cui Phorusrhacos, Kelenken guillermoi, Titanis walleri, Gastornis e Diatryma, alti fino a due metri, che riuscirono a imporsi come superpredatori nelle zone in cui vissero, in particolare il Sudamerica e l'Oceania.
Le diverse epoche hanno visto affermarsi nel ruolo di superpredatori, oltre a dinosauri e mammiferi, anche giganteschi coccodrilli, come Sarcosuchus imperator, Deinosuchus, Purussaurus, Mourasuchus, Rhamphosuchus crassidens e Gryposuchus, dotati dei morsi più devastanti di sempre del regno animale o enormi serpenti, come il titanoboa, il vasuki o il gigantofide.
Gli studiosi osservano gli animali odierni per ipotizzare i comportamenti dei superpredatori preistorici.